# Pont de Tancarville
Die Pont de Tancarville ist eine Straßenbrücke über die Seine bei der Ortschaft Tancarville im Département Seine-Maritime nach Marais-Vernier im Département Eure, Frankreich. Die Hängebrücke hatte bei ihrer Eröffnung 1959 mit 608 m die längste Spannweite aller Brücken Europas und ist nach wie vor die längste Hängebrücke Frankreichs.

## Lage
Die Pont de Tancarville steht etwa 25 km oberhalb von Le Havre und der Mündung der Seine in den Ärmelkanal. Sie war bis zur Fertigstellung der Pont de Normandie 1995 die letzte Brücke über die Seine vor ihrer Mündung. Die nächsten Brücken flussaufwärts waren lange Zeit die fast 100 Flusskilometer bzw. 45 km Luftlinie entfernten Brücken in Rouen, bis 1977 die 30 km flussaufwärts stehende Pont de Brotonne eröffnet wurde.
Die Brücke nutzt den bei Tancarville bis an das nördliche Ufer der Seine reichenden Steilhang, um eine lange Auffahrtsrampe zu vermeiden; am anderen Ufer auf dem flachen Gelände südlich der Seine war eine solche notwendig.

## Verkehr
Die Pont de Tancarville liegt im Zuge der A 131 / E 5 von Le Havre zur A 13 nach Paris, die im Bereich der Brücke und ihrer Zufahrten als N 182 eingestuft ist. Die Brücke ist mautpflichtig, kann allerdings von Kleinkrafträdern, Radfahrern und Fußgängern gebührenfrei benutzt werden.

## Beschreibung
Die Pont de Tancarville hat vier Fahrspuren und zwei sehr schmale Gehwege. Die Fahrtrichtungen sind auf der Brücke nur durch eine weiße Linie getrennt, nicht aber durch Schutzplanken. Sie ist insgesamt einschließlich der südlichen Auffahrtsrampe 1420 m lang. Von Ankerblock zu Ankerblock gemessen hat sie eine Länge von 960 m, die unterteilt sind in ein mittleres Feld mit einer Spannweite von 608 m und zwei seitliche Felder von je 176 m. Ihre 125 m hohen Pylone stehen unmittelbar an den Ufern der Seine. Ihr Fahrbahnträger hat eine lichte Höhe von 50,85 m, um den teilweise bis Rouen fahrenden Frachtschiffen die Durchfahrt zu ermöglichen.
Der Fahrbahnträger aus genieteten Fachwerkträgern ist das Ergebnis von Modellversuchen im Windkanal, durch die übermäßige Schwingungen der Brücke ausgeschlossen wurden. 
Die Pylone bestehen aus zwei Pfeilern aus Stahlbeton mit gleichbleibendem Querschnitt, die unterhalb der Fahrbahn und im oberen Bereich durch Betonplatten miteinander verbunden und versteift sind. Ihre Caisson-Fundamente reichen am rechten Ufer bis in eine Tiefe von 18 m, am linken Ufer mit sumpfigen Bodenverhältnissen bis in eine Tiefe von 28 m. 
Die Brücke hatte ursprünglich zwei Tragseile aus je 60 geschlagenen Drahtseilen. 1996 bis 1998 wurden die Tragseile erneuert und verdoppelt. Ihre Enden sind in Ankerblöcken aus Spannbeton befestigt, die die Zugkraft der Tragseile in den Boden übertragen. Der Ankerblock auf dem linken Ufer ist 47 m hoch, also etwa so hoch wie der Arc de Triomphe und wiegt 36.000 Tonnen. Die Anker auf dem rechten Ufer sind 30 m tief in den Felsboden versenkt.
Die 400 m lange südliche Auffahrtsrampe besteht aus 8 Spannbetonfeldern. Ihre Pfeiler stehen auf 21 m tiefen Bohrpfählen.

## Geschichte
Das Projekt einer Hängebrücke bei Tancarville geht auf die Zeit vor dem Zweiten Weltkrieg zurück, mit dem Bau konnte aber erst am 15. November 1955 begonnen werden. Am 2. Juli 1959 wurde die Brücke dem Verkehr übergeben. Sie war die erste größere Hängebrücke mit Pylonen aus Beton.